# Discografia di Cheryl Cole
Questa voce contiene l'intera discografia della cantante britannica Cheryl Cole.

## Album
| Anno | Dettagli | Posizioni massime in classifica | Posizioni massime in classifica | Posizioni massime in classifica | Posizioni massime in classifica | Posizioni massime in classifica | Posizioni massime in classifica | Posizioni massime in classifica | Posizioni massime in classifica | Posizioni massime in classifica | Posizioni massime in classifica | Certificazioni                                                    | Vendite                                                         |
| Anno | Dettagli | UK                              | AUS                             | AUT                             | FRA                             | GER                             | IRE                             | ITA                             | NOR                             | SPA                             | BEL (Val)                       | Certificazioni                                                    | Vendite                                                         |
| ---- | --- | ------------------------------- | ------------------------------- | ------------------------------- | ------------------------------- | ------------------------------- | ------------------------------- | ------------------------------- | ------------------------------- | ------------------------------- | ------------------------------- | ----------------------------------------------------------------- | --------------------------------------------------------------- |
| 2009 | 3 Words - Pubblicato: 26 ottobre 2009 - Etichetta: Fascination - Formati: CD, download digitale                | 1                               | 31                              | 26                              | 53                              | 45                              | 2                               | 56                              | 18                              | 64                              | 96                              | - Regno Unito: 3× Platino - Irlanda: 2× Platino - Europa: Platino | - Regno Unito: 995.000+ - Irlanda: 20.000+ - Europa: 1.000.000+ |
| 2010 | Messy Little Raindrops - Pubblicato: 29 ottobre 2010 - Etichetta: Fascination - Formati: CD, download digitale | 1                               | —                               | —                               | —                               | —                               | 2                               | —                               | —                               | —                               | —                               | - Regno Unito: Platino - Irlanda: Platino                         | - Regno Unito: 300.000+ - Irlanda: 10.000+                      |
| 2012 | A Million Lights - Pubblicato: 18 giugno 2012 - Etichetta: Fascination - Formati: CD, download digitale        | 2                               | —                               | —                               | —                               | —                               | 2                               | —                               | —                               | 96                              | 144                             | - Regno Unito: Oro                                                | - Regno Unito: 100.000+                                         |
| 2014 | Only Human - Pubblicato: 10 novembre 2014 - Etichetta: Polydor - Formati: CD, download digitale                | 7                               | —                               | —                               | —                               | —                               | 9                               | —                               | —                               | —                               | —                               | - Regno Unito: Argento                                            |                                                                 |

## Singoli
| Anno                             | Singolo                                              | Posizioni massime in classifica | Posizioni massime in classifica | Posizioni massime in classifica | Posizioni massime in classifica | Posizioni massime in classifica | Posizioni massime in classifica | Posizioni massime in classifica | Posizioni massime in classifica | Posizioni massime in classifica | Posizioni massime in classifica | Posizioni massime in classifica | Posizioni massime in classifica | Posizioni massime in classifica | Posizioni massime in classifica | Album                  | Certificazioni                                                                                              | Vendite |
| Anno                             | Singolo                                              | UK                              | AUS                             | AUT                             | FRA                             | GER                             | IRL                             | ITA                             | NZ                              | SWI                             | NOR                             | SPA                             | BEL (Val)                       | BEL (Fia)                       | NED                             | Album                  | Certificazioni                                                                                              | Vendite |
| -------------------------------- | ---------------------------------------------------- | ------------------------------- | ------------------------------- | ------------------------------- | ------------------------------- | ------------------------------- | ------------------------------- | ------------------------------- | ------------------------------- | ------------------------------- | ------------------------------- | ------------------------------- | ------------------------------- | ------------------------------- | ------------------------------- | ---------------------- | --- | --- |
| 2009                             | Fight for This Love                                  | 1                               | 54                              | 4                               | 7                               | 4                               | 1                               | 5                               | —                               | 3                               | 1                               | 12                              | 7                               | 13                              | 5                               | 3 Words                | - Regno Unito: Platino - Italia: Platino - Svezia: Platino - Danimarca: Oro - Germania: Oro - Svizzera: Oro | - Regno Unito: 988.000+ - Italia: 30.000+ - Svezia: 20.000+ - Danimarca: 15.000+ - Germania: 150.000+ - Svizzera: 15.000+ |
| 2009                             | 3 Words (feat. Will.i.am)                            | 4                               | 5                               | 56                              | —                               | 27                              | 7                               | 7                               | —                               | —                               | —                               | —                               | —                               | —                               | 32                              | 3 Words                | - Australia: Platino - Italia: Oro - Regno Unito: Argento                                                   | - Australia: 70.000+ - Italia: 15.000+ - Regno Unito: 292.000+                                                            |
| 2010                             | Parachute                                            | 5                               | —                               | —                               | —                               | 78                              | 4                               | —                               | —                               | —                               | —                               | —                               | —                               | 64                              | —                               | 3 Words                | - Regno Unito: Argento                                                                                      | - Regno Unito: 200.000+                                                                                                   |
| 2010                             | Promise This                                         | 1                               | 78                              | —                               | —                               | —                               | 1                               | —                               | —                               | —                               | —                               | —                               | —                               | 69                              | —                               | Messy Little Raindrops | - Regno Unito: Oro                                                                                          | - Regno Unito: 427.260+                                                                                                   |
| 2011                             | The Flood                                            | 18                              | —                               | —                               | —                               | —                               | 26                              | —                               | —                               | —                               | —                               | —                               | —                               | —                               | —                               | Messy Little Raindrops | — | — |
| 2012                             | Call My Name                                         | 1                               | 49                              | —                               | —                               | —                               | 1                               | —                               | 13                              | —                               | —                               | —                               | —                               | 86                              | 97                              | A Million Lights       | - Nuova Zelanda: Oro - Regno Unito: Oro                                                                     | - Nuova Zelanda: 7.500+ - Regno Unito: 420.700+                                                                           |
| 2012                             | Under the Sun                                        | 13                              | —                               | —                               | —                               | —                               | 16                              | —                               | —                               | —                               | —                               | —                               | —                               | —                               | —                               | A Million Lights       | - Regno Unito: 100.000+                                                                                     | |
| 2014                             | Crazy Stupid Love (feat. Tinie Tempah)               | 1                               | 43                              | —                               | —                               | —                               | 1                               | —                               | —                               | —                               | —                               | 39                              | —                               | —                               | —                               |                        | | |
| 2014                             | I Don't Care                                         | 1                               | —                               | —                               | —                               | —                               | 4                               | —                               | —                               | —                               | —                               | —                               | —                               | —                               | —                               |                        | | |
| 2015                             | Only Human                                           | 70                              | —                               | —                               | —                               | —                               | —                               | —                               | —                               | —                               | —                               | —                               | —                               | —                               | —                               |                        | | |
| 2018                             | Love Made Me Do It                                   | —                               | —                               | —                               | —                               | —                               | —                               | —                               | —                               | —                               | —                               | —                               | —                               | —                               | —                               |                        | | |
| Collaborazioni con altri artisti |                                                      |                                 |                                 |                                 |                                 |                                 |                                 |                                 |                                 |                                 |                                 |                                 |                                 |                                 |                                 |                        | | |
| 2009                             | Heartbreaker (feat. Will.i.am)                       | 4                               | —                               | —                               | —                               | —                               | 7                               | —                               | —                               | —                               | —                               | —                               | —                               | —                               | —                               | Songs About Girls      | - Regno Unito: Argento                                                                                      | - Regno Unito: 200.000+                                                                                                   |
| 2010                             | Everybody Hurts (singolo di beneficenza)             | 1                               | 28                              | 23                              | 59                              | 16                              | 1                               | —                               | 17                              | 16                              | —                               | —                               | —                               | —                               | —                               | solo singolo           | - Regno Unito: Platino                                                                                      | - Regno Unito: 600.000+                                                                                                   |
| 2010                             | Check It Out (Remix) (feat. Will.i.am e Nicki Minaj) | —                               | —                               | —                               | —                               | —                               | —                               | —                               | —                               | —                               | —                               | —                               | —                               | —                               | —                               | Pink Friday            | — | — |